# Vogel-luismijt

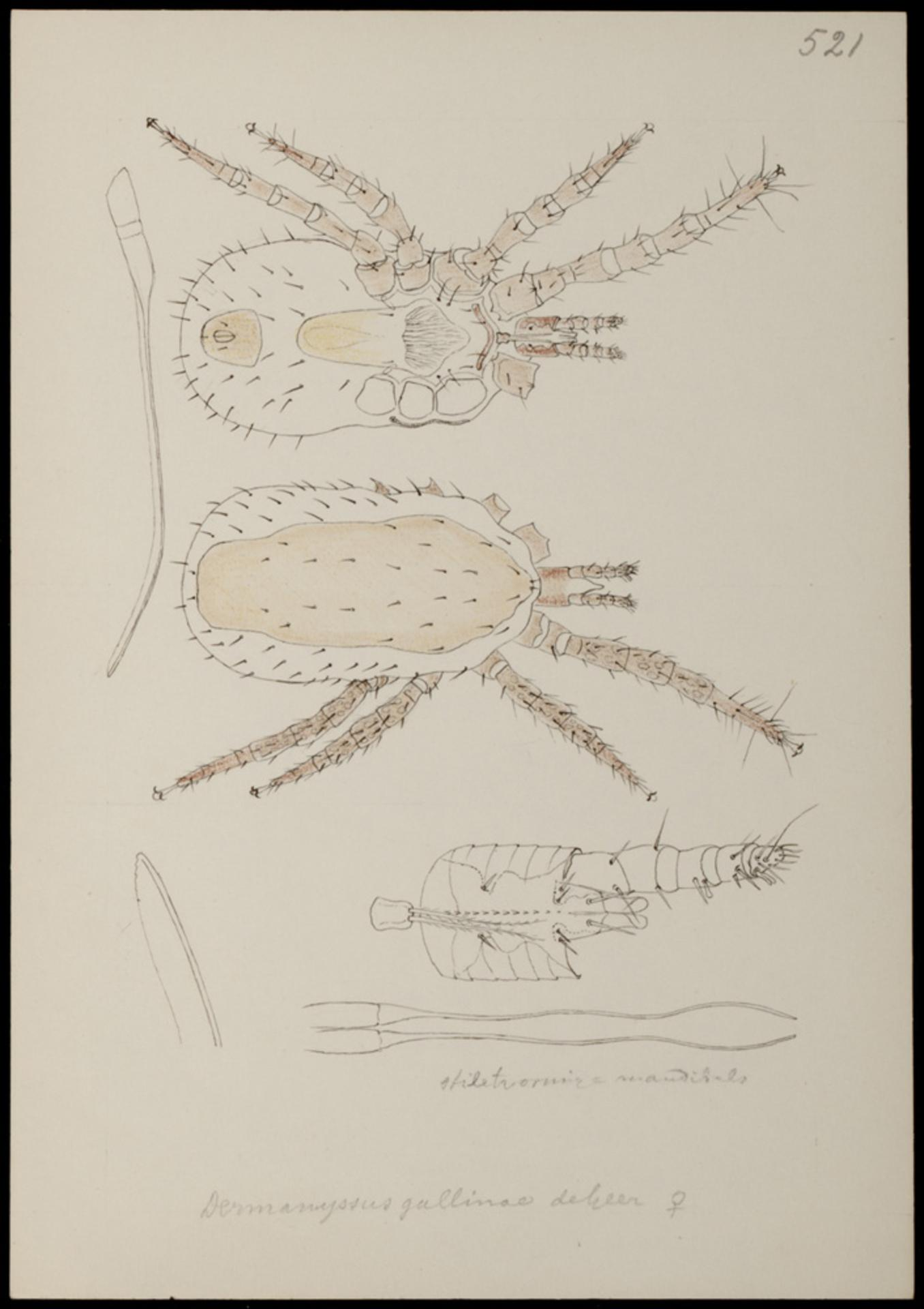
Vrouwtje van de vogelmijt Dermanyssus gallinae de Geer met "stiletvormige mandibels" door A.C. Oudemans

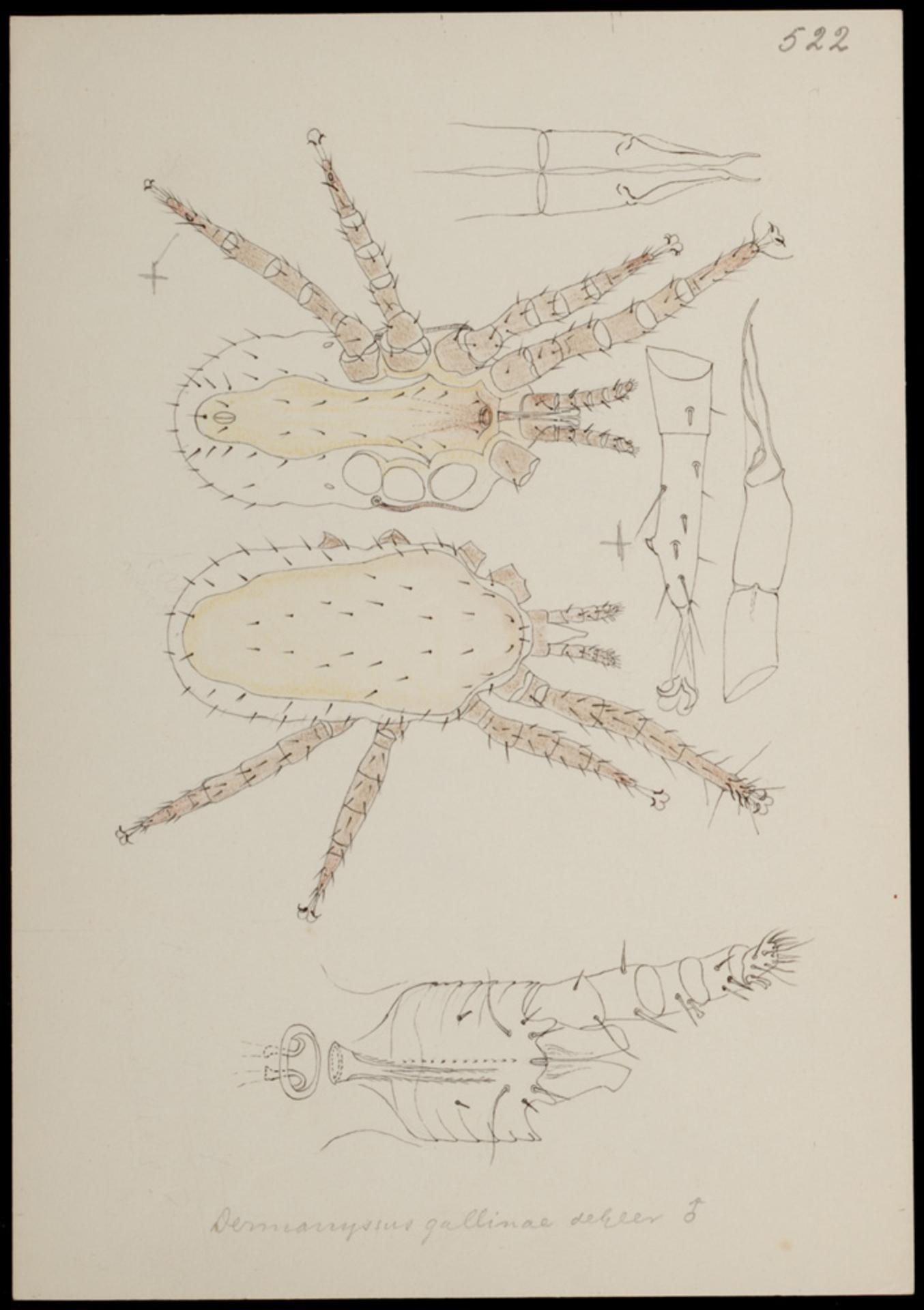
Mannetje van de vogelmijt Dermanyssus gallinae de Geer door A.C. Oudemans

De vogel-luismijt, bloedluis of rode vogelmijt (Dermanyssus gallinae) is een ectoparasiet van vogels. De mijt komt onder meer voor bij pluimvee, waardoor de schade die de mijt oplevert voor de mens economisch van belang is. De mijt is ongeveer 0,6 mm lang. Na het volzuigen met bloed is de luis rood van kleur. In 2017 stelde de Universiteit Wageningen dat de vogel-luismijt voor de Nederlandse pluimveesector een jaarlijkse schadepost betekende van 11,5 miljoen euro.
Bestrijding van de mijt met het niet toegelaten middel Dega 16 was de aanleiding voor het fipronil voedselveiligheidschandaal in 2017.

## Leefwijze
De mijten voeden zich 's nachts met het bloed van rustende en slapende vogels. Overdag verbergen ze zich, paren en leggen eieren. Onder gunstige omstandigheden duurt de voortplantingscyclus 7 dagen. Een vrouwtjesmijt legt 4-6 eieren per dag en leeft 6-8 weken. Bij lage temperatuur kunnen de eitjes niet uitkomen, maar in verwarmde kippenstallen wel. De eitjes komen uit na 2 - 3 dagen, de larven eten niet en vervellen na 1-2 dagen. Na de 2e vervelling is de volwassen mijt ontstaan.
Door de eitjes die de vrouwtjes dagelijks leggen en door de warmte daar, is een explosieve groei van de populatie in kippenstallen in korte tijd mogelijk, wat een negatief effect heeft op daar levende vogelpopulatie. Een grote kolonie van vogel-luismijten kan wel een centimeter dik zijn.
Vogel-luismijten komen niet alleen in kippenstallen voor, maar ook in vogelnesten of in volières met andere vogels. Als de vogels uit een nest bij het huis vertrokken zijn kunnen de vogel-luismijten in woonhuizen voorkomen. De bloedluizen kunnen dan ook voorkomen op huisdieren zoals katten. Ook knaagdieren zoals konijnen, hamsters, muizen of gerbils kunnen de parasiet krijgen. Dermansyssus gallinae kan zich ook voeden met het bloed van andere zoogdieren, waaronder mensen. Bij mensen veroorzaken de mijten jeuk en uitslag in de vorm van bultjes. De mijten hebben echter vogelbloed nodig om zich voort te kunnen planten.
Vogel-luismijten kunnen lang zonder voedsel, en overleven dan ook in een ontruimde kippenstal. Mogelijk voeden zij zich dan met het bloed van muizen.

## Gevolgen van parasiterende vogel-luismijten op kippen
Door de schaalgrootte van de pluimveehouderij kunnen vogel-luismijten zich snel verspreiden in grote kippenstallen. Het feit dat de stallen verwarmd worden verklaart ook de grotere plagen dan in de onverwarmde en kleinschalige kippenhokken uit het verleden. Op één kip kunnen wel tot 500.000 luizen parasiteren. Een door vogel-luismijt besmette kip legt minder eieren. Ook wordt de kip bleek door bloedarmoede, kan vermageren en zelfs doodgaan. Daarnaast ervaren de kippen stress, gaan agressief gedrag vertonen en pikken elkaar.
Daarnaast kan de vogel-luismijt ook andere ziekteverwekkers doorgeven, zoals salmonella, E-coli, Lyme, Q-koorts, pasteurellose en vogelgriep.
In 2005 zou tussen 78 en 87 procent van de Nederlandse pluimveebedrijven door de vogel-luismijt besmet zijn.

## Bestrijding bij pluimveehouderij
Vogel-luismijten kunnen tot 10 maanden overleven in een leeg vogelverblijf, vandaar dat het ontsmetten van dit soort hokken zorgvuldig dient te gebeuren. Het hok moet dusdanig ontworpen zijn dat er weinig plaatsen zijn waar de vogel-luismijten kunnen verblijven. Kippenhokken en duiventillen worden traditioneel gewit met witkalk om vogel-luismijt te voorkomen. In de professionele pluimveehouderij wordt zeer verfijnd siliciumdioxide gebruikt. Daarnaast zijn de middelen Elector, met de werkzame stof spinosad,, Byemite, dat foxim bevat en solfac dat cyfluthrin bevat, toegelaten.
De dikke laag van de kolonies mijten maakt de bestrijding ook moeilijk, omdat de bestrijdingsmiddelen alleen aan de buitenste laag kunnen komen.
Mijten zijn bestand geworden tegen allerlei chemische middelen. Thermokill, dat wil zeggen het hok sterk verhitten, kan wel alle luizen doden, maar dit is in een grote kippenstal niet uitvoerbaar. In 2017 werd eerst in België, maar daarna ook in Nederland de aanwezigheid van het verboden middel fipronil in eieren ontdekt. Het middel bleek een bestanddeel van het niet toegelaten ontsmettingsmiddel Dega 16, dat verder uit menthol en eucalyptus bestond. Bij toepassing ervan bleven de luismijten ca. 8 weken weg. Ongeveer 200 Nederlandse bedrijven werden op grond hiervan gesloten.

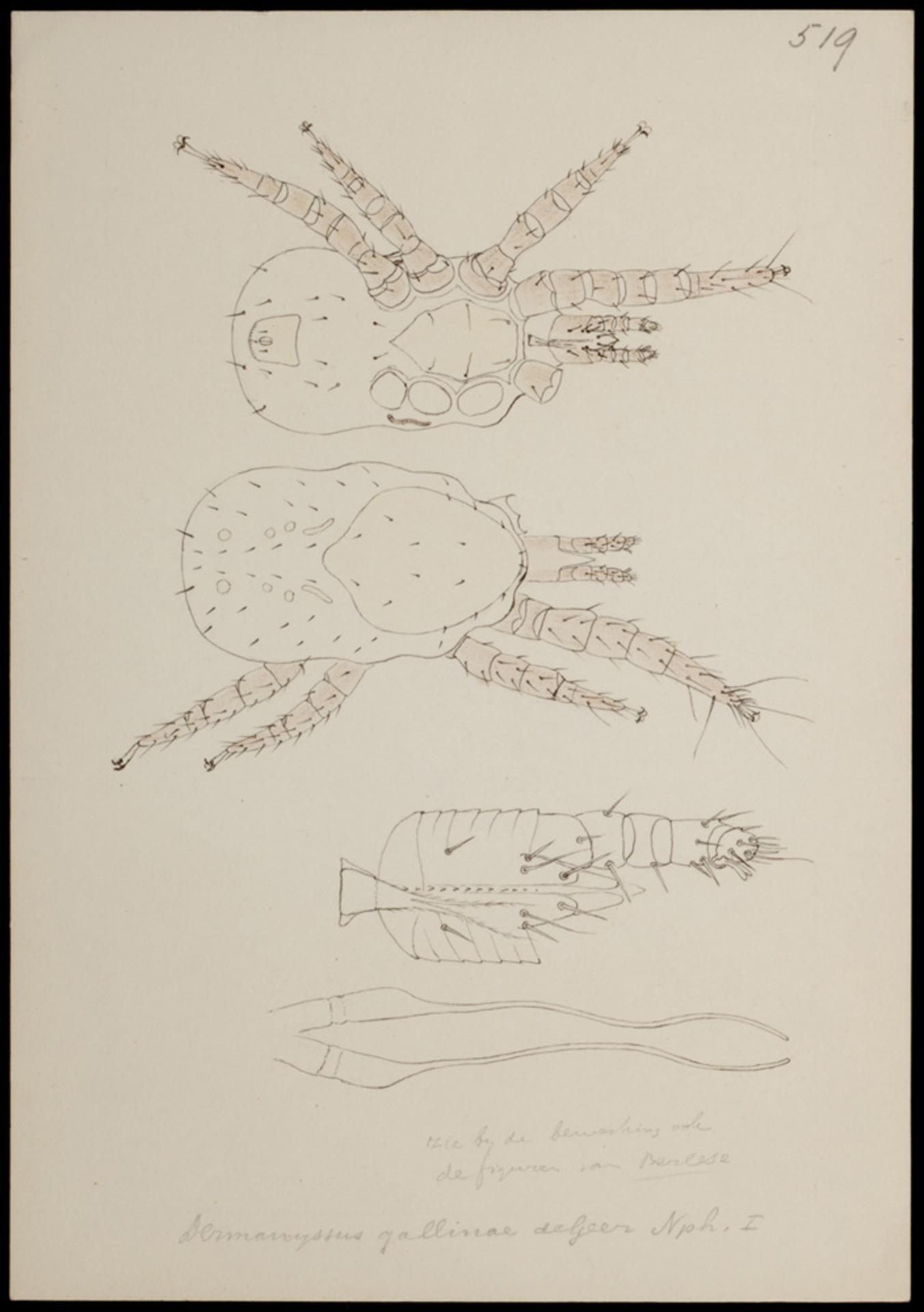
Vogelmijt stadium nymph I door A.C. Oudemans
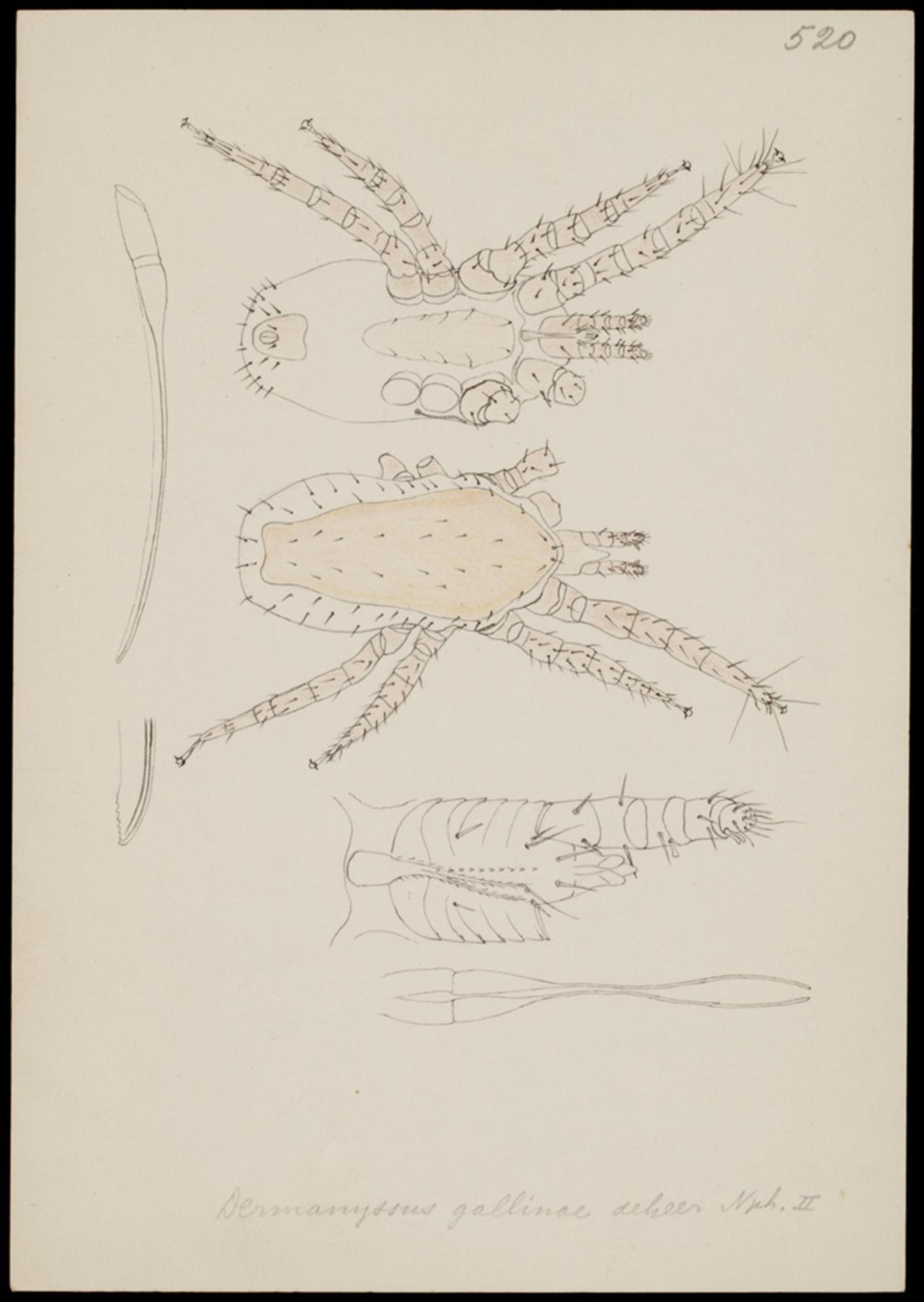
Vogelmijt stadium nymph II door A.C. Oudemans

## Wetenswaardigheden
Ornithonyssus bursa is een andere vogelmijt, die bij tropische vogels voorkomt.